# Шиповник гололистный
Шиповник гололистный, или Роза гололистная (лат. Rosa glabrifolia), — вид растений рода Шиповник (Rosa) семейства Розовые (Rosaceae).

## Распространение
Ареал: Европа, юго-запад Западной Сибири, Казахстан.

## Ботаническое описание
Кустарник 1,2—2 м высотой. Побеги темно-красные или зеленоватые, вначале с сизым налетом, потом блестящие. Годовалые побеги лишь под узлами с более крепкими расширенные при основании, несколько согнутыми, парными шипами, иногда шипы отсутствуют. При основании турионов покрыты тонкими игловидными, прямыми или слегка согнутыми шипами или щетинками. Листья 7—20 см длиной. Листочки в числе 5—7 (9), эллиптические или яйцевидно-продолговатые, расставленные, 3—7 см длиной, ширококлиновидные, заостренные, снизу сизоватые, сверху зеленые, голые или опушённые (var. pubescens Buzunova & Kamelin). Край листа неравно-пильчато-зубчатый, с отстоящими косо вверх направленными, иногда двойными зубцами.
Цветки одиночные или по 2—4. Цветоножки короткие, 0,7—1,2 см длиной, голые и гладкие. Чашелистики с расширением на конце, цельные изредка с 1—2 боковыми лопастями, слегка длиннее лепестков, при плодах вверх направленные. Лепестки красновато-розовые. Головка рылец крупная, волосистая. Плоды 1,3—2,5 см длиной, эллиптические.